# Tetrameropsis
Tetrameropsis – wymarły rodzaj chrząszczy z podrzędu Archostemata i rodziny Tetrameropseidae. Obejmuje tylko jeden wczesnokredowy gatunek, T. mesozoica, którego inkluzję znaleziono w bursztynie libańskim.

## Taksonomia
Rodzaj i jego gatunek typowy opisane zostały po raz pierwszy w 2008 roku przez Aleksandra Kirejczuka, Dany’ego Azara i Dmitrego Telnova na łamach czasopisma „Alavesia”. Opisu dokonano na podstawie inkluzji pojedynczego okazu w bursztynie libańskim, datowanej na późny barrem lub wczesny apt w kredzie. Odnaleziono ją w Mdejridż w okolicy Hammany w muhafazie Dżabal Lubnan w Libanie.

## Morfologia
Chrząszcz o podługowato-owalnym, mocno sklepionym grzbietowo i dość wypukłym brzusznie ciele długości 1,2 mm i szerokości 0,5 mm.
Trzykrotnie dłuższa od rozstawu oczu, płaskawa głowa miała bardzo drobną i gęstą mikrorzeźbę oraz sklepione czoło. Bardzo duże oczy złożone tworzyły grube omatidia. Czułki były o ⅓ dłuższe niż szerokość głowy. Głaszczki szczękowe ostatni człon miały na szczycie prawie ścięty, a wargowe stożkowaty.
Mniej więcej tak szerokie jak długie, niemal sześciokątne przedplecze miało mocno wypukłą przednią krawędź, szeroko zaokrąglone i od góry niewidoczne kąty przednie, niemal proste kąty tylne i szeroko po bokach tarczki wykrojoną krawędź tylną. Tarczka miała przewężony środek. Silnie sklepione, 1,6 raza dłuższe niż łącznie szerokie pokrywy rozszerzały się za dobrze zaznaczonymi barkami do środka długości, a dalej zwężały stopniowo ku niemal ściętym wierzchołkom. Epipleury ku tyłowi stopniowo się zwężały. Punktowanie przedplecza i pokryw było bardzo grube, płytkie i bezładne. Przedpiersie wypuszczało bardzo wąski wyrostek międzybiodrowy. Biodra środkowe miały rozstaw czeterokrotnie większy niż przednie i trzykrotnie większy niż tylne. Pośrodku trzykrotnie dłuższego niż przedbiodrowa część przedpiersia zapiersia leżał wcisk wygraniczony od przodu i boków ostrymi listewkami. Bardzo długie i chude odnóża miały mocno wydłużone krętarze, bardzo cienkie i dłuższe od ud golenie oraz prawie walcowate, czteroczłonowe stopy z co najwyżej nieco u podstawy nabrzmiałymi pazurkami.
Spośród widocznych na spodzie odwłoka sternitów pierwszy był tak długi jak trzy następne razem wzięte, a ostatni (hypopygidium) tak długi jak trzeci i na szczycie szeroko zaokrąglony.